# HHhH (film)
Pour les articles homonymes, voir HHhH.
Pour plus de détails, voir Fiche technique et Distribution.
HHhH est un film historique français coécrit et réalisé par Cédric Jimenez, sorti en 2017.
Il s'agit de l'adaptation cinématographique du roman éponyme de Laurent Binet, publié en 2010 et qui remporta le prix Goncourt du premier roman (HHhH est le sigle de la phrase en allemand « Himmlers Hirn heißt Heydrich », littéralement traduit par « le cerveau de Himmler s'appelle Heydrich »).

## Synopsis
Au début des années 1930, Reinhard Heydrich, militaire renvoyé de la Reichsmarine, rejoint le nazisme sur la suggestion de sa femme Lina. Il devient alors le bras droit du chef de la SS naissante, Heinrich Himmler. Celui-ci le nomme en 1939 à la tête du RSHA, l'organe principal de police secrète et judiciaire du Reich, dont l'une des sections est la célèbre Gestapo. Principal adjoint de Himmler, il est l’un des hommes les plus puissants du régime. En septembre 1941, Hitler lui donne en complément les attributions de vice-gouverneur de Bohême-Moravie, la partie occupée de la Tchécoslovaquie : pour cela, il a des bureaux à Prague où il règne en maître, car le gouverneur en titre Konstantin von Neurath est vieillissant et malade. Comme Heydrich est resté chef du RSHA, il a aussi pour mission de mener à son terme le plan déjà entamé d’extermination des Juifs d’Europe, dit « solution finale de la question juive ».
Par ailleurs, ayant quitté la Tchécoslovaquie en 1939, le Tchèque Jan Kubiš et le Slovaque Jozef Gabčík sont engagés depuis 1940 aux côtés de la Résistance pour lutter contre l’occupation allemande. Après un entraînement prolongé en Grande-Bretagne, les deux jeunes soldats se portent volontaires pour une mission secrète aussi importante que risquée : éliminer le général de la police SS Heydrich. La veille de la Saint-Sylvestre 1941, ils sont parachutés à proximité de Prague et, pendant plusieurs mois, sont hébergés par des familles pragoises, dont les Moravec et les Novak. Jan fait ainsi la connaissance d'Anna Novak, mais il sait que sa mission doit passer avant l'amour.

## Fiche technique
Sauf indication contraire, les informations mentionnées dans cette section peuvent être confirmées par la base de données cinématographiques IMDb,  présente dans la section « Liens externes ».
- Titre original : HHhH
- Titre allemand : Die Macht des Bösen

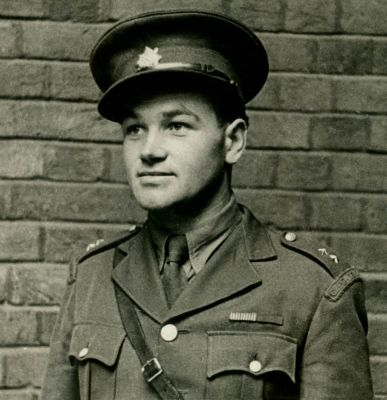
Jan Kubiš.

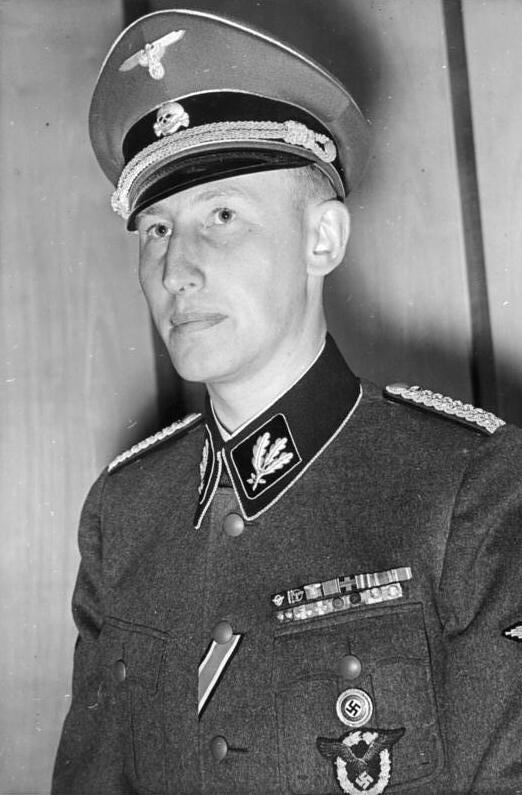
Reinhard Heydrich en 1940.

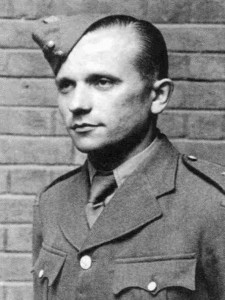
Jozef Gabčík.

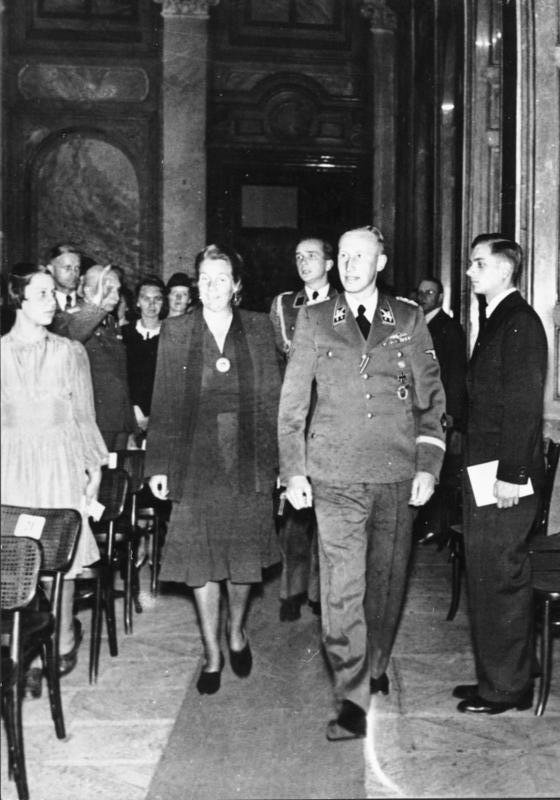
Lina et Reinhard Heydrich, à un concert de musique classique au palais Wallenstein de Prague, la veille de l’attentat.

- Titre anglais : The Man With the Iron Heart
- Titre hongrois : HHhH - Himmler agyát Heydrichnek hívják
- Réalisation : Cédric Jimenez
- Scénario : David Farr, Audrey Diwan et Cédric Jimenez, d'après l'œuvre de Laurent Binet
- Direction artistique : Zsuzsanna Borevndég
- Décors : Jean-Philippe Moreaux
- Costumes : Olivier Bériot
- Photographie : Laurent Tangy
- Montage : Chris Dickens
- Musique : Guillaume Roussel
- Budget : 27 800 000 euros[1]
- Production : Ilan Goldman et Daniel Crown
- Sociétés de production : Légende Films ; Nexus Factory (à l’étranger) ; Carmel Productions, Cutting Edge Group et France 2 Cinéma
- Société de distribution : Mars Films (France)
- Pays d'origine :   France,  Belgique,  Royaume-Uni,  États-Unis,  Allemagne,  Hongrie
- Langue originale : anglais
- Format : couleur - 35 mm
- Genre : action, biopic, historique, thriller[2],[3],[4]
- Durée : 120 minutes
- Dates de sortie :
  - France : 9 mai 2017 (avant-première à Paris) ; 7 juin 2017 (sortie nationale)

## Distribution
- Jason Clarke (VF : Xavier Fagnon) : Reinhard Heydrich
- Rosamund Pike (VF : Ludmila Ruoso) : Lina Heydrich
- Jack O'Connell (VF : Eilias Changuel) : Jan Kubiš
- Jack Reynor (VF : Florent Dorin) : Jozef Gabčík
- Mia Wasikowska (VF : Margaux Chatelier) : Anna Novak
- Thomas M. Wright (VF : Arnaud Bedouët) : Josef Valčík
- Enzo Cilenti (VF : Dimitri Rataud) : Adolf Opálka
- Geoff Bell (VF : Jérémie Covillault) : Heinrich Müller
- Volker Bruch : Walter Schellenberg
- Stephen Graham (VF : Luc-Antoine Diquéro) : Heinrich Himmler
- Gilles Lellouche (VF : lui-même) : Václav Morávek
- Céline Sallette : Marie Moravec (Moravcová), la mère de Ata Moravek
- Vernon Dobtcheff : Emil Hácha
- Barry Atsma : Karl Hermann Frank
- Delaet Ignace : Klaus Heydrich
- Noah Jupe : Ata Moravek

## Production

### Genèse et développement
Le scénario est inspiré du livre HHhH de Laurent Binet, publié en 2010. Le titre est le sigle de la phrase allemande « Himmlers Hirn heißt Heydrich » (en français : « le cerveau de Himmler s'appelle Heydrich »). Il relate l'histoire de l'opération Anthropoid au cours de laquelle a été préparé l'assassinat de Reinhard Heydrich, pendant la Seconde Guerre mondiale.
Le film est annoncé en mai 2015. Pour le réalisateur Cédric Jimenez, c'est « un moment bouleversant de l'Histoire, un moment de folie collective qui oppose un nazisme à son paroxysme à des groupuscules de résistants, prêts au sacrifice ». Il avoue par ailleurs y retrouver certains de ses thèmes de prédilection « comme celle de l'insoumission face à l'injustice, la barbarie ».
Un autre film, Anthropoid, avec Jamie Dornan et Cillian Murphy, a été préparé quasiment en même temps que HHhH.

### Attribution des rôles
En mai 2015, Jason Clarke et Rosamund Pike sont annoncés pour incarner respectivement Reinhard Heydrich et sa femme Lina Heydrich.
En octobre 2015, il est révélé que les comédiens français Gilles Lellouche et Céline Sallette rejoignent la distribution. Ils retrouvent le réalisateur Cédric Jimenez, après La French (2014).

### Tournage
Le tournage débute le 14 septembre 2015 et s'achève en février 2016,,. Il a lieu en République tchèque, notamment à Prague, ainsi qu'à Budapest en Hongrie.

## Accueil

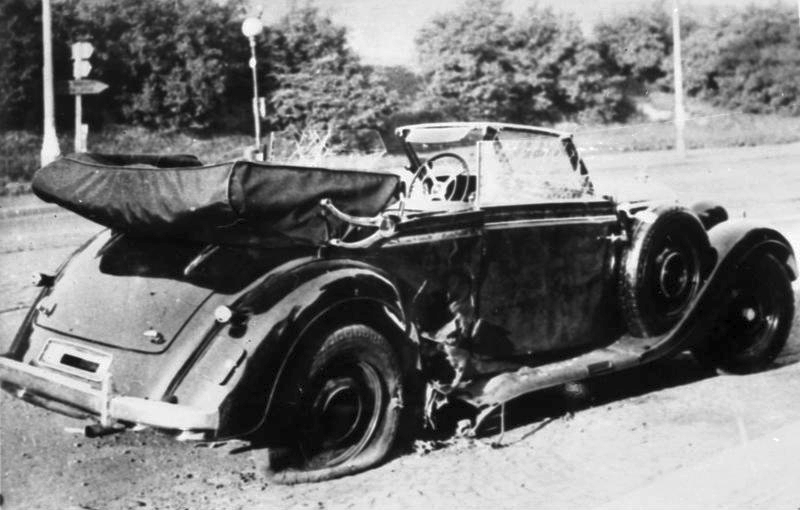
La Mercedes-Benz W142 de Reinhard Heydrich après l'attentat.

### Sortie
Ce film est sorti le 9 mai 2017 en avant-première à l'UGC Normandie à Paris, avant sa sortie nationale le 7 juin 2017.

### Accueil critique
Le film reçoit des critiques plutôt positives. Sur l'agrégateur américain Rotten Tomatoes, le film récolte 67 % d'opinions favorables pour 9 critiques.
En France, le site Allociné propose une note moyenne de 3⁄5 à partir de l'interprétation de critiques provenant de 26 titres de presse.
Du côté des avis positifs, on peut lire sous la plume de Caroline Vié dans 20 Minutes « la première partie de cet excellent film de guerre montre l’avènement de ce monstre de cruauté tandis que la seconde insiste sur la mission de jeunes résistants tchèques prêts à se sacrifier pour l’abattre ». Christophe Narbonne du magazine Première écrit quant à lui « avec un sens de l’image bluffant (à la limite de la « joliesse »), le réalisateur français signe une fresque historique ambitieuse en anglais – elle est destinée au marché international - qui explore la face sombre et lumineuse de l’humanité ». Dans Le Point, Victoria Gairin ironise « Pour adapter son formidable HHhH, Goncourt du premier roman, Laurent Binet avait modestement pensé à Steven Spielberg ou à Brian De Palma. Pas de quoi intimider Cédric Jimenez, le réalisateur de La French, qui assure avec brio la mission - quasi - impossible. »
Du côté des critiques négatives, Pierre Vavasseur du Parisien écrit notamment : « La seconde partie bascule dans une structure binaire de chasse à l'homme avec sanglants cadavres à la pelle et final noyé dans l'angoisse. Ce n'est pas ce rendu de la violence qui aboutit à nous laisser sonné d'un bon coup sur le crâne, c'est cette volonté de faire joli avec. Jusqu'à créer une espèce de malaise, d’écœurement, qui rend spectaculairement malsaine toute cette entreprise. » Dans Le Figaro, on peut lire « HHhH va rivaliser involontairement avec Papy fait de la résistance. Du flou, des ralentis, une musique envahissante, des retours en arrière, ce kugelhof historique pèse sur l'estomac. Cette adaptation du roman de Laurent Binet suscite haussements d'épaules et hilarité. » Dans Les Fiches du cinéma, Michel Berjon regrette que « le “Boucher de Prague” et les résistants qui ont mis fin à ses méfaits sont filmés sans distance, avec une complaisance esthétique déplaisante ». Dans la revue Positif, Bernard Génin remarque que le réalisateur « ne s’embarrasse d'aucun scrupule et n'a aucun état d'âme sur les petits arrangements entre le savoir documentaire et l'invention fictionnelle. Dans cette atroce page d'histoire, il a surtout vu l'occasion de tourner un film bien spectaculaire. » Samuel Douhaire de Télérama écrit quant à lui : « Le réalisateur s'intéresse plus à ses séquences d'action qu'à la complexité de Heydrich. Et il ne recule devant aucune ficelle mélodramatique. Indigeste... ».

### Box-office
En France, le film est un échec en salles, au regard de son budget. Il n'atteint pas les 300 000 entrées. 
Sa diffusion internationale est globalement limitée avec une exploitation en salles qui se cantonne à moins de 10 pays, ce qui ne permet pas au long-métrage de rentrer dans ses frais .
| Pays    | Entrées         |
| ------- | --------------- |
| France  | 242 999 entrées |
| Espagne | 95 165 entrées  |
| Italie  | 49 465 entrées  |

### Sorties DVD, Blu-Ray et VOD
Le film est sorti en DVD, Blu-Ray et VOD le 10 octobre 2017, par l'intermédiaire de TF1 Distribution.